# Caifás
José Caifás, também conhecido simplesmente como Caifás (em grego: Καϊάφας; em hebraico: יוסף בַּר קַיָּפָא; transl.: Yosef bar Kayafa; AFI: joˑsef bar qayːɔfɔʔ; "José, filho de Caifás"), no Novo Testamento, foi, entre 18 e 37, o Sumo Sacerdote judaico, apontado pelos romanos para o cargo. A Mixná (Parah 3:5) se refere a ele como Ha-Koph ("O Macaco"), trocadilho com seu nome, por ter se oposto ao Mishnat Ha-Hasidim. De acordo com alguns trechos do Novo Testamento, Caifás participou do julgamento de Jesus no Sinédrio, supremo tribunal dos judeus, após a prisão deste no Jardim de Getsêmani.
Tanto os evangelhos de Mateus e João mencionam Caifás como participante de destaque neste julgamento de Jesus organizado pelo Sinédrio; por ser um sumo sacerdote, ele também ocupava a posição de chefe da corte suprema. De acordo com os evangelhos Jesus foi preso pela guarda do Templo de Jerusalém, e foi levado diante de Caifás e outros, por quem foi acusado de blasfêmia. Após considerá-lo culpado, o Sinédrio entregou-o ao governador romano Pôncio Pilatos, por quem Jesus também foi acusado de sedição contra Roma.

## No Novo Testamento

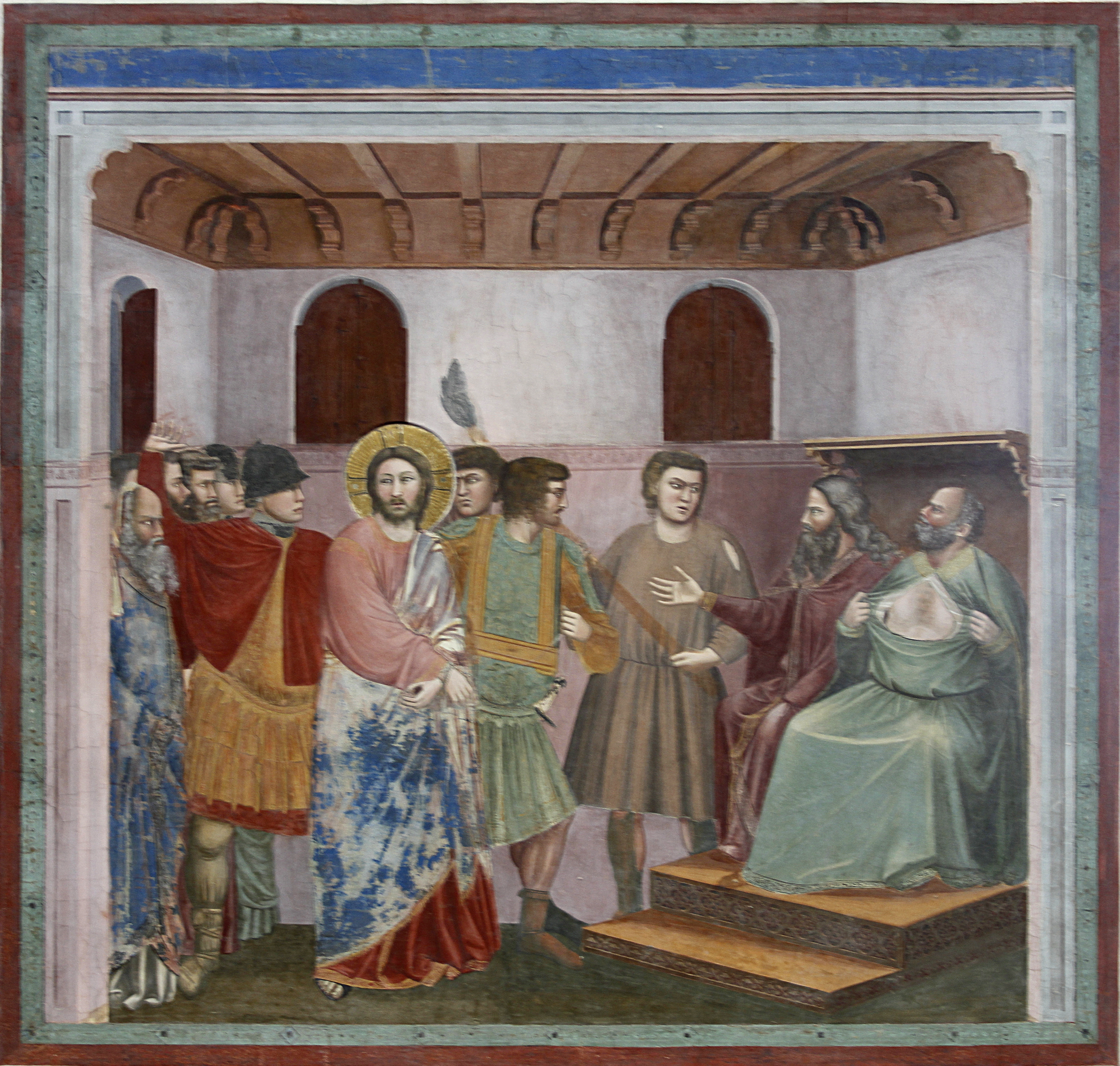
Afresco de Giotto, representando Jesus diante de Caifás

### Mateus: julgamento de Jesus
No Evangelho segundo Mateus (Mateus 26:57–67) Caifás, juntamente com outros sumos sacerdotes e o Sinédrio da época (dominado pela Beit Shammai) são retratados interrogando Jesus, procurando por "falsas evidências" com as quais possam incriminar Jesus, porém não conseguem descobri-las. Jesus permanece em silêncio durante o processo, até que Caifás lhe exige que diga se ele é o Cristo. Jesus declara implicitamente que o é, e faz uma alusão ao Filho do Homem, que o sumo sacerdote veria "assentado à direita do Poder, e vindo sobre as nuvens do céu." Caifás e os outros homens o acusam de blasfêmia, e ordenam que fosse espancado.

### João: relações com os romanos
No Evangelho segundo João (João 11:46), Caifás considera, juntamente "com os sacerdotes e os fariseus", o que fazer acerca de Jesus, cuja influência estava se espalhando. Porém, os principais dos sacerdotes e os fariseus, são advertidos pelo sumo sacerdote, Caifás, ao declarar: "Vós nada sabeis, nem considerais que convém que morra um só homem pelo povo e que não venha a perecer toda nação. Ora, ele não disse isso de si mesmo; mas sendo sumo sacerdote naquele ano, profetizou que Jesus estava para morrer pela nação e não somente pela nação, mas também para reunir em um só corpo os filhos de DEUS que andam dispersos. João 11:49-52 (Bíblia Sagrada, Almeida Revisada e Atualizada). A Caifás então, pela graça e perfeita vontade de DEUS, foi dado a conhecer o que haveria de acontecer brevemente em meio ao povo de Israel.
Em outro trecho (João 18:13) Jesus é conduzido diante de Anás e Caifás e interrogado, sendo espancado intermitentemente. Em seguida os outros sacerdotes levam Jesus a Pôncio Pilatos, governador romano da Judeia, e insistem pela sua execução. Pilatos instrui os sacerdotes a executarem Jesus eles próprios, ao que respondem não ter autoridade suficiente para fazê-lo. Pilatos interroga então Jesus, e declara: "Tomai-o vós, e crucificai-o, porque eu nenhum crime acho nele." Em seguida, oferece aos judeus a escolha de um prisioneiro para ser solto - supostamente uma tradição da Páscoa judaica - e os judeus optaram por um criminoso comum, de nome Barrabás, em vez de Jesus (ver Ecce Homo).

### Implicações políticas
Para os líderes judeus do período, existiam preocupações sérias sobre o domínio dos romanos, e um movimento zelota insurgente, surgido a partir da Beit Shammai, visava expulsá-los de Israel. Esta mesma liderança judaica via com temor qualquer reformista ou líder religioso que pudesse vir a negar-lhes sua própria legitimidade de governar, ou que incitassem uma rebelião aberta contra a ocupação romana. Os romanos, por sua vez, não aplicavam penas de morte a violações da lei judaica e, portanto, a acusação de blasfêmia não faria qualquer diferença para Pilatos. A posição legal de Caifás foi, então, de estabelecer que Jesus era culpado não só de blasfêmia, mas também de se ter proclamado o messias - que era compreendido como o retorno do rei davídico, ou seja, um ato de sedição, que era punido pelos romanos com a execução. Pilatos inicialmente tencionava que Herodes Antipas lidasse com o assunto, enquanto os zelotas dentro do Sinédrio liderado por Caifás desejavam que uma execução romana galvanizasse a insurgência.

### Atos dos Apóstolos

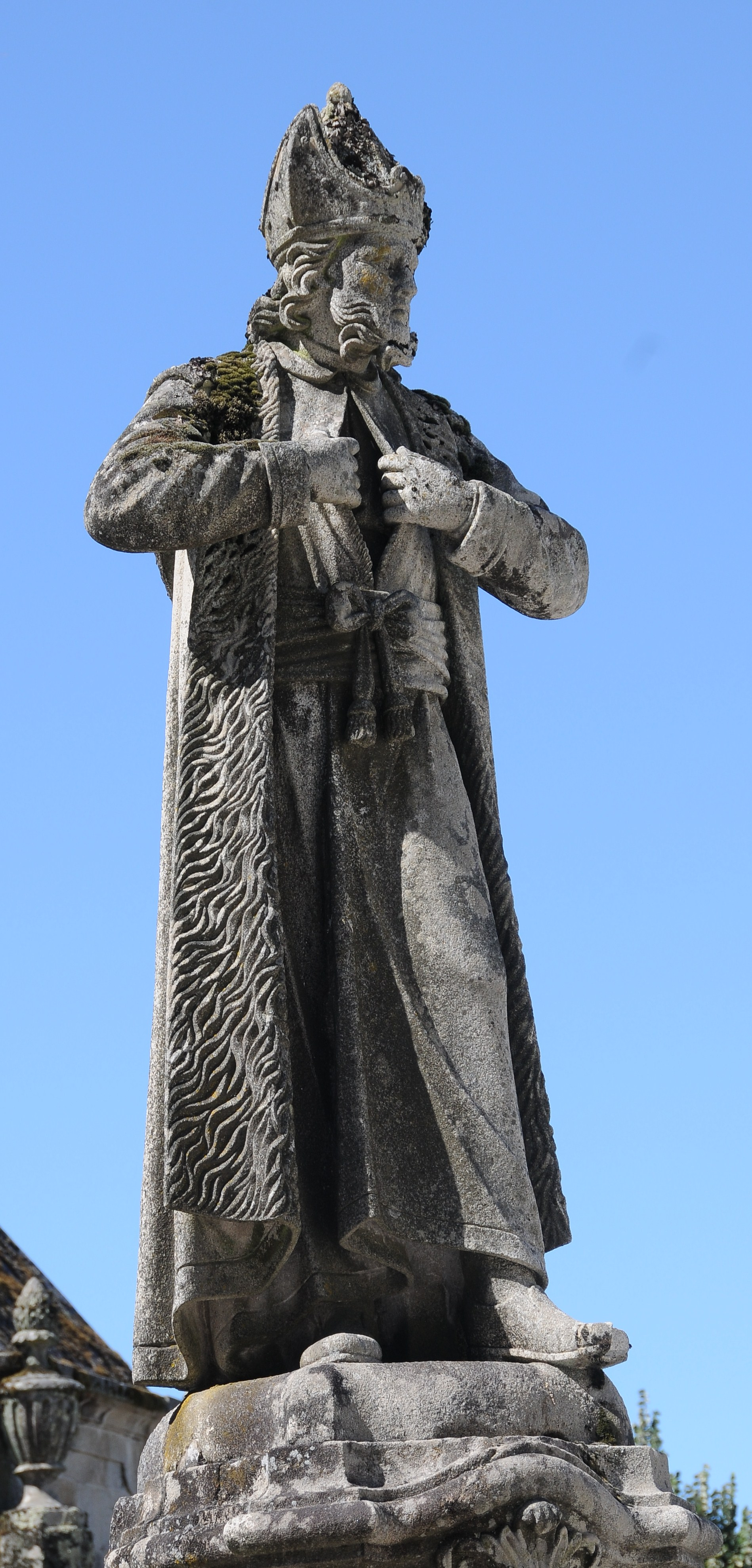
Estátua de Caifás no Adro do Bom Jesus, Braga

Posteriormente, nos Atos dos Apóstolos (Atos 4:1), os apóstolos Pedro e João foram levados perante Anás e Caifás depois de terem curado um homem aleijado. Os sacerdotes questionaram a autoridade dos apóstolos para executar tal milagre; quando Pedro, "cheio do Espírito Santo", respondeu que Jesus Cristo era a fonte de seu poder, Caifás e os outros sacerdotes perceberam que os dois homens, por mais que não tivessem qualquer educação formal, falavam de maneira eloquente sobre o homem a quem chamavam de Salvador. Caifás mandou-os sair do conselho e entrou em conferência com os outros. Juntamente com Anás, anunciou que as notícias do milagre já haviam se espalhado demais e que qualquer tentativa de negá-lo seria vã; em vez disso, os sacerdotes deveriam alertar aos apóstolos que não mais mencionassem o nome de Jesus. Os dois, no entanto, ao ouvir esta ordem dos sacerdotes, recusaram-se a obedecê-la, alegando não poder deixar de falar do que tinham visto e ouvido.

## Outras fontes
A passagem pelo poder de Caifás foi registrada pelo historiador judaico-romano Flávio Josefo, que viveu durante o século I. Ele teria sido nomeado para o cargo de Sumo Sacerdote em 18 pelo procurador romano que antecedeu a Pilatos, Valério Grato.
Seus cinco cunhados e seu sogro também serviram como Sumo Sacerdote. Flávio Josefo menciona, em relação a Anás, que nenhum outro Sumo Sacerdote teve esta sorte:
- Anás ben Sete (6–15), Anás o pai, sogro de Caifás (João 18:13).
- Eleazar ben Anás (16–17)
- Josefo ben Caifás (18–36), que se casou com a filha de Anás.
- Jônatas ben Anás (36–37 e 44)
- Teófilo ben Anás (37–41)
- Matias ben Anás (43)
- Anás ben Anás (63), Anás o filho, mais jovem dos cinco irmãos.

Como nenhum João e Alexandre aparecem na família de Anás, é possível que estes nomes, mencionados nos Atos dos Apóstolos, sejam versões helenizadas: «e Anás, o sumo sacerdote, e Caifás, João (Jônatas ben Anás?), Alexandre (Eleazar ben Anás?), e todos quantos eram da linhagem do sumo sacerdote.» (Atos 4:6)
Em 1990, nos arredores da atual Jerusalém, foram descobertos doze ossuários numa sepultura familiar de um certo "Caifás". Um dos ossuários estava inscrito com o nome completo, em aramaico: "José, filho de Caifás", enquanto um segundo tinha apenas o sobrenome "Caifás". Após serem examinados, os ossos foram enterrados novamente no Monte das Oliveiras.